# Fórmula de Friis
La fórmula de Friis, que rep el nom de l'enginyer electrònic danès-estatunidenc Harald T. Friis, es refereix a qualsevol de les dues fórmules utilitzades en enginyeria de telecomunicació per calcular la relació senyal-soroll d'un sistema consistent en múltiples etapes de guany i atenuació. Una fa referència al factor de soroll i l'altra al guany directiu de l'antena.

## Fórmula de Friis per al factor de soroll
La fórmula de Friis s'utilitza per calcular el factor de soroll total d'un sistema format per diferents etapes en sèrie, cadascuna amb les seves respectives pèrdues i el seu factor de soroll. El factor de soroll total pot ser usat posteriorment per calcular la figura de guany total. El factor de soroll es calcula mitjançant la fórmula següent:
{\displaystyle F_{total}=F_{1}+{\frac {F_{2}-1}{G_{1}}}+{\frac {F_{3}-1}{G_{1}G_{2}}}+{\frac {F_{4}-1}{G_{1}G_{2}G_{3}}}+...+{\frac {F_{n}-1}{G_{1}G_{2}...G_{n-1}}}}
on {\displaystyle F_{n}} i {\displaystyle G_{n}} són el factor de soroll i el guany en potència disponible, respectivament, de l'enèsima etapa. Noti's que les magnituds estan expressades com a raons (en lineal), no amb decibels (en logarítmic).
{\displaystyle F_{receptor}=F_{LNA}+{\frac {(F_{resta}-1)}{G_{LNA}}}}
on {\displaystyle F_{resta}} és el factor de soroll total de les etapes subsegüents. D'acord amb l'equació, la figura de soroll total, {\displaystyle F_{receptor}}, és dominada per la figura de soroll de l'amplificador de baix soroll, {\displaystyle F_{LNA}}, si el guany és prou alt.

## Fórmula de Friis per a la temperatura de soroll
La fórmula de Friis pot ser igualment expressada en termes de temperatura de soroll:
{\displaystyle T_{total}=T_{1}+{\frac {T_{2}}{G_{1}}}+{\frac {T_{3}}{G_{1}G_{2}}}+...}
Aquesta fórmula s'utilitza en la combinació de filtres passaalt i passabaix per obtenir un guany directiu òptim en les antenes Yagi.